# Lethem
Lethem är en stad i regionen Upper Takatu-Upper Esseqiubo i sydvästra Guyana. Staden hade 1 702 invånare vid folkräkningen 2012. Den är huvudort i regionen Upper Takatu-Upper Esseqiubo och ligger vid gränsen till Brasilien, cirka 425 kilometer sydväst om Georgetown.
Staden är namngiven efter Sir Gordon James Lethem, som var guvernör i Brittiska Guyana mellan 1941 och 1947.